# Istituto Penale per Minorenni "Cesare Beccaria"
L'Istituto Penale per Minorenni "Cesare Beccaria" o Carcere minorile "Cesare Beccaria" è un complesso carcerario di Milano, attivo dal 1970, che accoglie minori (14/18 anni) e giovani adulti (18/25 anni) italiani e stranieri, sottoposti a provvedimento restrittivo da parte delle Autorità Giudiziarie minorili. Situato nella periferia milanese nel quartiere Baggio vicino alla fermata della metropolitana di Bisceglie, è uno degli Istituti Penali Minorili più importanti d’Italia.

## Storia
Il complesso carcerario "Cesare Beccaria" è stato edificato nel 1950 e inizialmente apparteneva all'“Associazione Beccaria” che gestiva sia il riformatorio giudiziale (provvedimenti amministrativi) e la casa di rieducazione, sia l'istituto di osservazione e di custodia preventiva. Ospitava inizialmente ragazzi "disadattati, irregolari nella condotta e nel carattere" secondo la definizione del tempo. Quando è stata costruita, la struttura era priva di sbarre che sono state poste in anni successivi. Nei primi anni settanta l'istituto ha assunto l'attuale destinazione di carcere penale minorile e nel 1973 è passato di gestione al Ministero di Grazia e Giustizia e successivamente al demanio del Comune di Milano.
Il complesso è dedicato a Cesare Beccaria, marchese di Gualdrasco e di Villareggio, nonno di Alessandro Manzoni, che nel 1764 pubblicò il saggio Dei delitti e delle pene per sottolineare l’inutilità delle torture e della pena di morte.

## Descrizione
La struttura è un complesso di cinque padiglioni circondati da un muro di cinta che coprono un'area di circa 5.000 mq. Due palazzine simmetriche si sviluppano su tre piani. La zona ordinaria si articola in cinque sezioni, ognuna delle quali ospita tra i 12 e i 13 ragazzi, distribuiti in celle da uno a quattro posti. Altri ragazzi, in trattamento avanzato, alloggiano presso una sezione separata. La sala colloqui si trova al piano terra, mentre l’infermeria, formata da un paio di ambulatori medici e tre celle all'interno, si trova al primo piano.
La recente apertura dell’ex reparto femminile (trasferito altrove), dopo 16 anni di lavori di ristrutturazione, ha aumentato la capienza rendendolo l’istituto penitenziario minorile più popoloso d’Italia.
Lo spazio esterno, usato con continuità per tutto l’anno (definito “area verde”), è adiacente alle sezioni detentive, circondato da alte mura. Sul retro, nei pressi delle mura perimetrali dell’Istituto, vi è un campo da rugby e una piscina esterna, utilizzata solo in occasioni particolari (ad esempio durante alcuni appuntamenti sportivi).
All'interno della struttura, ogni sei mesi, due ospiti del Beccaria, sotto la guida di un panificatore esperto e di un formatore, imparano a preparare pane, focacce, panettoni, colombe pasquali e biscotti, prodotti poi venduti all'interno del progetto “Buoni dentro”.

## Utilizzo e cronaca
Nel corso degli anni l'istituto ha ospitato personaggi che hanno poi trovato posto nelle cronache giornalistiche, come Renato Vallanzasca, Saverio Morabito, Erika De Nardo o, in tempi recenti, i rapper Ghali, Baby Gang e Simba La Rue; gli ultimi due gli hanno anche dedicato nel 2024 la canzone Beccaria San Vittore.
Nel 1973 avviene il primo arresto di Biagio Crisafulli, che portato al carcere Beccaria, poi evade successivamente.
La prima rivolta, con bruciatura di materassi e suppellettili ma per fortuna senza feriti ed evasi, per protestare contro le condizioni di detenzione, è registrata dai mass-media il 26 luglio 1977.
Nel gennaio 1978 evade dal carcere il diciassettenne Paolo Selvaggio, soprannominato "Dum dum", ma viene ripreso qualche mese dopo-
Il 1º maggio 1993 cinque detenuti minorenni fuggono segando con la lima le inferriate e calandosi con le lenzuola annodate.
Nell'agosto 2022 un ragazzino di sedici anni è violentato all'interno del carcere da tre detenuti.
Durante il pomeriggio del giorno di Natale del 2022, 7 ragazzi detenuti riescono ad allontanarsi dal campo di calcio dopo aver distratto chi li stava sorvegliando, sfondano una protezione di legno nell'area dei cantieri di ristrutturazione, salgono sulle impalcature e si calano in strada da un muro più basso rispetto al resto della recinzione. Gli agenti, accortisi di quanto accaduto, riescono a catturare immediatamente due dei sette evasi; un terzo si costituisce il giorno dopo.
Il 21 aprile 2024 la Polizia di Stato esegue un'ordinanza di custodia cautelare in carcere per tredici agenti della Polizia Penitenziaria, dodici dei quali in servizio presso l'Istituto Beccaria. I reati contestati dalla Procura includono maltrattamenti verso i minori, anche per omissione, aggravati dalla minore capacità di difesa e dall'abuso di potere; complicità nel reato di tortura, anche per omissione, aggravata dall'abuso di potere del pubblico ufficiale e dal fatto di aver commesso il reato contro minori; partecipazione al reato di lesioni nei confronti dei minori, anche per omissione, aggravate da motivi abietti e futili, dalla minore capacità di difesa e dall'abuso di potere; coinvolgimento nel reato di falso in atto pubblico, e infine, un tentato atto di violenza sessuale da parte di un agente nei confronti di un detenuto.
Il 14 giugno 2024 due detenuti evadono verso le 15.30 dai passeggi, e scavalcando varie recinzioni, riescono a raggiungere la stazione della metropolitana e a dileguarsi.
Il 31 agosto 2024 quattro detenuti riescono nuovamente ad evadere al termine di una rivolta scoppiata nel carcere, ma dopo ore di ricerche sono tutti rintracciati all'interno del perimetro che delimita il carcere e altri uffici del dipartimento per la Giustizia Minorile e di Comunità.
Il 20 gennaio 2024 i ragazzi presenti erano 72, a fronte di una capienza di 70 posti. La maggioranza è straniera. Venti anni prima le presenze erano praticamente le stesse, ma gli agenti penitenziari in servizio sono scesi da 85 a una settantina.
Storico Cappellano dell'Istituto è stato don Gino Rigoldi, carica che ha ricoperto ininterrottamente dal 1972 al 2024. Nel 1973 il presbitero fonda il "Gruppo Amici del Beccaria", che cambierà nome nel 1975 in "Comunità Nuova". L'associazione, di cui Don Gino è presidente, ha come scopo l'inserimento sociale dei ragazzi che, una volta usciti dalla detenzione, non hanno un contesto relazionale adeguato che li accolga.